# Пискуха ладакська
Ochotona ladacensis — вид зайцеподібних гризунів з родини пискухових (Ochotonidae).

## Морфологічна характеристика
Довжина тіла дорослої особини становить від 18 до 23 см. Шерсть світло-коричнева/сіра з жовто-білою нижньою стороною. Зовнішні ділянки вух мають колір, що нагадує іржу.

## Поширення
Країни проживання: Китай, Індія, Пакистан.

## Спосіб життя
Ochotona ladacensis зазвичай займає ксеричні альпійські долини на великій висоті (4200–5400 метрів). Ці простори досить безплідні, на деяких ділянках ростуть лише широко розповсюджені ділянки рослин-подушок (Primula) або Carex moorcroftii та Arenaria musciformis. O. ladacensis — нірна тварина і характеризується як узагальнена травоїдна тварина. Період розмноження цього виду: кінець червня — початок липня.